# 洪崇晏
洪崇晏（Ian Hung，1991年1月19日—）是台灣街頭社會運動參與者。就讀臺中一中時加入了校刊社，開始接觸到寶藏巖、樂生、美濃反水庫等議題資訊，使他有了參與公共事務的機會。高三升學時思考議題，認為行動層面的社會參與需要理論基礎，於是決定選填國立臺灣大學哲學系就讀。進入大學後加入了大學新聞社（大新社）和台大大陸社，2012年起跟隨大新社成員正式參與反樂生療養院拆遷運動。他曾連任國立台灣大學哲學系三屆文學院學生會議代表（2010-2013），並擔任了學代會祕書長一職。自參與樂生反迫遷運動之後，他陸續又參與了反大埔拆遷、反媒體壟斷、文林苑案、華光社區、反國光石化、支持警消組工會運動、411包圍中正第一分局事件等陳情抗爭事件。他在411包圍中正第一分局事件中批評中正一分局局長方仰寧而引起了巨大爭議。他是臺灣綠黨黨員，曾擔任臺灣永社副祕書長至2018年。

## 政治社會參與

### 聲援2013年大埔四戶強制拆除事件
2013年大埔事件系列爭議中，苗栗縣政府以徵收計畫道路用地為名，7月17日無預警拆除包括張藥房等4戶住宅。政大地政系教授徐世榮與臺大學生洪崇晏等人，於7月23日衛生福利部成立，總統馬英九出席揭牌儀式時，向總統車隊表達抗議，高喊「今天拆大埔、明天拆政府」。後兩人遭警方依妨害公務逮補逮捕，洪崇晏在維安人員執法過程中頭部受傷流血。現場參與者寇謐將（J. Michael Cole）的記錄表示，洪崇晏在警方嚴密監視下至醫院就醫縫了三針，其後警方企圖將其帶回警局，但被洪同行友人攔阻。徐世榮與洪崇晏兩人事後提起自訴，控告前國安局局長蔡得勝、大同分局偵查隊隊賴俊堯、前重慶北路派出所所長歐陽俊強制、傷害等罪。士林地院駁回兩人之訴，高院發回更審，士院更一審仍判被告無罪。

### 參與411包圍中正第一分局事件
2014年4月11日凌晨2時，台北市中正第一分局局長方仰寧表示，警方不會強制驅離立法院正門的公投護台灣聯盟群眾。然而，當日清晨6時40分，警方在群眾人數變少時展開驅離行動，並宣布：「本分局為維護社會秩序及廣大多數人之公共利益，爰依《集會遊行法》之規定，廢止該聯盟即日起在立法院周邊之集會許可，同時對於日後所申請之集會不予許可。」公投護台灣聯盟蔡丁貴教授遭警方強制抬離，蔡丁貴教授在衝到中山南路上，更倒地欲讓車輛輾過。
中正第一分局毀諾及宣布「日後所申請之集會不予許可」一事，因警方違法、違憲引發軒然大波。在2014年4月11日晚間，網友發起「路過中正一」活動，千名群眾自願前往。洪崇晏到場後帶領群眾喊口號與警方對話，並指出公投盟是有合法申請路權，警方無權驅離。對話期間洪崇晏對方仰寧局長說：「如果後來蔡教授拿回路權的話，你就要道歉下台，如果沒有的話，你真的要很小心了，你會害馬政府滅亡，你會害你自己被暗殺」，因而引發爭議。4月13日，洪崇晏為此表示歉意，並表示自己並非路過行動主謀，激起群眾包圍警局的主謀應是方仰寧局長本人。
4月14日，洪崇晏在個人臉書正式發表七點聲明，內容除再次強調動員群眾的首謀是錯誤的執法與施政，並表明願意承擔相關刑責外，亦再次為失言所造成負面影響致歉。此外，也呼籲眾人合理面對爭議，「騷擾我的家人朋友，對於讓我負上應有的責任並無任何幫助。」而針對警方毀諾、違憲一事，需要追究責任，並找出下達命令的上位者。對於警員的勞動權保障，洪崇晏表示將延續2013年發起的活動，持續支持警察組工會。並期待媒體將焦點拉回反對黑箱服貿、監督《兩岸協議監督條例》立法等重要議題。聲明最後，祝福蔡丁貴教授及公投護台灣聯盟的長期努力能有成果。
4月17日，洪崇晏在臉書對411包圍中正第一分局事件作出反省：「與怪獸對抗的人，要小心自己也成為怪獸；當你凝視着深淵的時候，深淵也在凝視着你。」「與其無限期支持我（們），不如無限期監督我（們）。」

### 427占領忠孝西路
全國廢核行動平台於2014年4月27日進行「停建核四、還權於民」大遊行後，遊行群眾，脫離事先申請的集會遊行路權範圍，自凱達格蘭大道經青島東路挺進忠孝西路，占據忠孝西路雙向車道癱瘓交通。經忠孝東路派出所所長崔企英舉牌4次命令解散無效後，4月28日凌晨2:50分，警方出動水車發動第一波噴水，並進行強制抬人攻勢，至清晨7點10多分，期間又陸續進行多波驅離行動。7點7分才將忠孝西路口淨空，並把民眾趕到人行道，直接恢復車流交通，7時16分中山南路上民眾已退到濟南路口，警方再度噴水驅散人群，直至7時51分，警方將民眾逼入凱道，讓中山南路恢復通行後才轉向離去。
4月29日下午4點許，百名民眾聚集在立法院附近之青島東路和林森南路交叉口，圍堵國民黨立委盧嘉辰的座車，致盧受困至5點50分才成功脫困。當日晚間，又有近500名群眾突發性行動的癱瘓台北市忠孝東路、林森南路，洪崇晏與社運夥伴商量對策，希望盡可能讓群眾不受傷散場。6點半開始，洪崇晏和公投盟李述儒宣布請群眾上凱道，在警力抵達之後，現場群眾於晚間7點10分完全撤離忠孝東路、林森南路口。
對於4月27日至28日早上之事件，台北地檢署2014年底以集會遊行法「首謀聚眾不解散」罪嫌，起訴台大研究生洪崇晏、公投盟總召蔡丁貴；台北地院於2015年8月17日宣判蔡丁貴、洪崇晏被判無罪。判決中指出，427-428反核遊行的申請人並非蔡丁貴、洪崇晏；檢警卻以蔡、洪二人在現場持麥克風向群眾演講，而且「具有社會知名度、影響力」，就認為他們有能力解散群眾、是本次活動的「首謀」，欠缺依據。

### 遭便衣警察當街上銬拘提事件
2014年5月5日，洪崇晏參與「捍衛民主，還我喇叭」行動後，在漢口街與館前路遭臺北市刑警大隊便衣警察上銬，以「代為保管」為由扣留手機，招計程車帶到市刑大偵訊。警方表示因411包圍中正第一分局事件，已傳喚兩次未到案，才進行拘捕，洪崇晏在保大偵訊，北檢複訊後，無保釋回。
由於逮捕時目擊者未見便衣警察出示證件，下午訊息傳出後引起聲援者憤怒。洪崇晏晚間步出地檢署則表示，警方雖在第一時間出示證件及拘票，但並無充分時間了解相關法律規定及權利，也不讓他在第一時間聯繫律師，因此當下透過手機快速撥號對外聯繫，但要進一步說明時，就被警方上銬並沒收手機。
民進黨台北市議員顏聖冠6日在議會質詢，認為警方出動4名員警，當街將洪上銬並沒收手機，使其無法聯繫律師，明顯違反比例原則。時任台北市刑大隊長黃明昭表示，洪崇晏涉及411包圍中正一分局及429占路案件，曾2度通知其到案說明而未被予理會，2日向檢方申請拘票，5日發現洪的行蹤時，才予拘提。上銬是因為「現場混亂」，沒收洪的手機是因怕其在網路號召網友前來，上銬作法的確需要檢討。

### 參與樂生運動自救會夜宿臺北市政府
因台北市捷運局進行新莊機廠工程，導致樂生院的主恩舍出現嚴重裂痕並有走山疑慮，居住其中的院民遭要求搬遷。2014年5月5日衛福部召開人權小組委員會，由捷運局報告搬遷事件，在多次協商未果下，樂生運動自救會5月8日召集百位民眾，下午2點自樂生蓬萊舍為起點，樂生自救會會長周富子以進行授旗儀式，由洪崇晏等3人掌旗，帶領隊伍沿捷運路線徒步17公里，晚間8點抵達台北市政府市府前廣場進行夜宿。負責掌旗並陪同夜宿的台大學生洪崇晏表示，樂生療養院工地的裂縫越來越大，即使捷運局修補後仍繼續裂開，並說：「社會的能量其實已經很強了！人民已經對政府很不滿，如果政府再不改善的話，那這個能量越積越強，我們會以更強烈方式表現出來。」9日早上參與者在市府前廣場召開記者會，聲援群眾欲衝入市府內時與警方衝突，導致8名聲援者被捕。

### 聲援李明哲事件
台灣文山社區大學課程經理李明哲，於2017年3月19日被中國政府關押，後於9月11日在中國湖南岳陽法庭開庭審判，11月28日宣判徒刑五年。李明哲救援大隊於2017年12月25日在立法院舉辦「寄卡片給明哲」行動。出席聲援者包括立法委員尤美女、人權公約施行監督聯盟的執行長黃怡碧、台灣人權促進會秘書長邱伊翎、永社副秘書長洪崇晏。洪在現場朗誦他寫給明哲的卡片內容：「明哲你好，我們都在關注著你，以及與你相同處境的人們，雖然中國政府竭力想要封鎖自由的言論和民主的聲音，然而，不只你，還有千千萬萬的人們，會為了世界的民主與自由前撲後繼。選耶誕卡給你，是因為聖經中有一段話，如果一粒麥子落在地上，那就會長出千千萬萬的麥子。」
2018年3月19日為李明哲被抓一週年，救援大隊總統府前綁黃絲帶，並召開記者會，由台灣人權促進會秘書長邱伊翎主持，出席聲援者包含文山社大校長鄭秀娟、經濟民主連合賴中強律師、國際特赦組織台灣分會理事長林淑雅、台灣教授協會會長林秀幸、永社副秘書長洪崇晏、民間司法改革基金會董事陳瑤華、人權公約施行監督聯盟執委徐偉群等人。
永社副執行長洪崇晏表示，中國現在的領導集團正不斷地透過各種手段擴張其政治、經濟、媒體等各領域的權力，而而台灣作為其中最嚴重的受害者，必須盡一切努力抵抗。唯一抵抗中國威權的方法，就是李明哲的做法，就是因為倡議民主就是中國所害怕的、真正能夠抵抗中國威權的方式。
3月26日，李明哲之妻李淨瑜前往中國大陸探視李明哲，完成前往中國赤山監獄的第一次探監，28日返台後與洪崇晏在內等聲援人士於桃園機場第二航廈召開記者會。

## 爭議事件

### 對陳為廷自我揭露性騷擾事件的看法
2014年12月9日，太陽花學運參與者陳為廷宣佈將以無黨籍身份參選苗栗縣立委補選，12月23日經臺灣《自由時報》專訪披露，坦誠曾於大三時在客運上觸碰隔壁女乘客的胸部，為此向女性致歉。此舉引起外界批評。12月24日，洪崇晏接受臺灣《蘋果日報》採訪時表示，陳為廷如果侵犯別人，本應該受到法律制裁，但不必要的辱罵或太多的道德評價都屬過當。並進一步表示，要批評陳為廷，道德標準的尺規應一致。認為政治人物要參選，要看有無辦法達到承諾，陳為廷有能力實現政見，把苗栗帶到更好的環境。陳為廷於12月25日宣佈退出立委補選。

### 腳註
1. ↑  蕭米棋. . cpaper-blog.blogspot.tw. 2013-11-23  [2018-03-28]. （原始内容存档于2018-03-29）.
2. ↑  . 自由時報. 2014-04-12  [2014-05-06]. （原始内容存档于2019-12-04）.
3. ↑  . 2014-04-14  [2018-03-30]. （原始内容存档于2017-05-19）.
4. ↑  呂品逸. . 臺灣蘋果日報. 2014年4月12日  [2014年5月6日]. （原始内容存档于2016年3月4日）.
5. ↑  . 東森新聞. 2014年4月12日  [2014-05-06]. （原始内容存档于2016年3月5日）.
6. ↑  . taiwanforever2012.blogspot.tw.   [2018-03-29]. （原始内容存档于2018-03-30） （中文（臺灣））.
7. ↑  Cole, J. Michael. . 臺北市: 商周出版. 2015: 544. ISBN 9789862729335.
8. ↑  聯合新聞網. . 聯合新聞網.   [2018-03-29]. （原始内容存档于2019-09-09）.
9. ↑  .   [2018-03-29]. （原始内容存档于2019-12-04）.
10. ↑  . 臺北市政府警察局. 2014-04-09. （原始内容存档于2014-04-19） （中文（臺灣））.
11. ↑  . 蘋果日報. 2014-04-11  [2014-05-06]. （原始内容存档于2017-02-14） （中文（繁體））.
12. ↑  . 新頭殼. 2014-04-11  [2014-05-06]. （原始内容存档于2014-11-02） （中文（繁體））.
13. ↑  . 蘋果日報. 2014-04-13  [2014-04-18]. （原始内容存档于2016-03-04） （中文（臺灣））.
14. ↑  . 蘋果日報. 2014-04-11  [2014-04-18]. （原始内容存档于2016-03-12） （中文（臺灣））.
15. ↑  . 自由時報. 2014-04-13  [2014-04-14]. （原始内容存档于2014-04-13） （中文（繁體））.
16. ↑  . 民報. 2014-04-14  [2014-04-19]. （原始内容存档于2019-12-05） （中文（臺灣））.
17. ↑  . 蘋果日報. 2014-04-19  [2014-04-20]. （原始内容存档于2016-03-09） （中文（臺灣））.
18. 1 2  .   [2018-03-29]. （原始内容存档于2019-12-04）.
19. ↑  Storm.mg. .   [2018-03-29]. （原始内容存档于2019-12-05） （中文（臺灣））.
20. ↑  . 公視新聞網.   [2018-03-29]. （原始内容存档于2019-09-11） （中文（繁體））.
21. ↑  . pnn.pts.org.tw.   [2018-03-29]. （原始内容存档于2018-03-30） （中文（臺灣））.
22. ↑  . 中央社. 2014-05-05  [2014-05-05]. （原始内容存档于2018-07-05） （中文（臺灣））.
23. ↑  . 蘋果即時 (臺北). 2014-05-05  [2014-05-05]. （原始内容存档于2015-09-24） （中文（臺灣））.
24. ↑  . 蘋果即時. 2014-05-05  [2014-05-05]. （原始内容存档于2016-03-04） （中文（臺灣））.
25. ↑  . 臺北市政府警察局刑事警察大隊 (新闻稿). 台北. 2014-05-05  [2014-05-06]. （原始内容存档于2014-05-06） （中文（臺灣））.
26. ↑  . NowNews (台北). 2014-05-06  [2014-05-06]. （原始内容存档于2014-05-06） （中文（臺灣））.
27. 1 2  宋小海. . 公視新聞議題中心 (台北). 2014-05-06  [2014-05-06]. （原始内容存档于2014-05-06） （中文（臺灣））.
28. 1 2  Storm.mg. .   [2018-03-29]. （原始内容存档于2019-12-05） （中文（臺灣））.
29. ↑  . 台灣環境資訊協會-環境資訊中心.   [2018-03-28]. （原始内容存档于2019-12-05） （中文（繁體））.
30. ↑  . 新頭殼 Newtalk.   [2018-03-28]. （原始内容存档于2019-09-10） （中文（臺灣））.
31. ↑  三立新聞網. .   [2018-03-28] （中文（臺灣））.
32. ↑  . 台灣環境資訊協會-環境資訊中心.   [2018-03-28]. （原始内容存档于2019-12-03） （中文（繁體））.
33. ↑  . 台灣人權促進會. 2017-12-25  [2018-03-29]. （原始内容存档于2019-09-10） （中文（繁體））.
34. ↑  .   [2018-03-29]. （原始内容存档于2019-12-02）.
35. ↑  . 苦勞網. 2018-03-19  [2018-03-29]. （原始内容存档于2019-12-04） （中文（繁體））.
36. ↑  .   [2018-03-29]. （原始内容存档于2018-03-30）.
37. ↑  .   [2018-03-28]. （原始内容存档于2019-12-03）.
38. ↑  .   [2018-03-28]. （原始内容存档于2019-12-05）.
39. ↑  . BBC 中文网. 2014-12-14  [2018-03-28]. （原始内容存档于2019-12-05） （中文（繁體））.

### 文獻
- . 聯合新聞網. （原始内容存档于2014-04-17） （中文（臺灣））.
- . 新頭殼. 2014-04-13  [2014-04-19]. （原始内容存档于2014-04-16） （中文（臺灣））.

## 外部連結
- 洪崇晏 （页面存档备份，存于）在facebook的專頁自稱男同
- 洪崇晏 （页面存档备份，存于）在想想論壇的專欄